# Duarte (provincie)
Duarte is een provincie in de Dominicaanse Republiek. Ze heeft 296.000 inwoners en is 1600 km² groot.

## Gemeenten
| - De provinciehoofdstad: San Francisco de Macorís - Arenoso - Castillo - Eugenio María de Hostos - Las Guáranas - Pimentel - Villa Riva |

Azua · Baoruco · Barahona · Dajabón · Duarte · Elías Piña · El Seibo · Espaillat · Hato Mayor · Hermanas Mirabal · Independencia · La Altagracia · La Romana · La Vega · María Trinidad Sánchez · Monseñor Nouel · Monte Cristi · Monte Plata · Pedernales · Peravia · Puerto Plata · Samaná · Sánchez Ramírez · San Cristóbal · San José de Ocoa · San Juan · San Pedro de Macorís · Santiago · Santiago Rodríguez · Santo Domingo · Valverde
Distrito Nacional